# 淵神社
淵神社（ふちじんじゃ）は、長崎県長崎市淵町にある神社である。旧社格は県社。
長崎市街地の西側、稲佐山の山麓にあり、神社に隣接する長崎ロープウェイ淵神社駅から山上へ向かうロープウェーが運行されている。

## 祭神
田心姫命・市杵島姫命・湍津姫命（宗像三女神）を主祭神とし、相殿に天御中主神・高御産巣日神・神産巣日神・菅原大神・金毘羅大神を祀る

## 由緒
延命寺の開基龍宣が宝珠山万福寺を建立し、その鎮守社として弁財天を祀ったのが当社の始まりである。天文年間、キリシタンによって寺とともに社殿が焼かれ、以降再建されないままであった。寛永11年（1634年）、万福寺とともに弁財天社が再建され、淵村の総鎮守として信仰された。
明治元年（1868年）の神仏分離令により、弁財天は市杵島姫命の本地仏であるので、祭神を宗像三女神に改め、「淵神社」を称する神社となった。明治7年5月に村社に列格し、昭和18年、県社に昇格した。昭和20年（1945年）8月9日、原爆により本殿が倒壊し、昭和35年（1960年）に再建された。

## 祭事
- 10月　秋季例大祭（稲佐くんち）

## 境内
- 宝珠稲荷神社 - 豊川稲荷よりの勧請。商売繁盛・芸事の神として信仰される。
- 桑姫社 - 大友宗麟の娘と伝えられるキリシタンの桑姫を祀る。桑姫の命日の8月7日に例祭が行われる。
- 高木稲荷神社 - 元は長崎代官高木家の邸内社で、後に三菱重工長崎造船所所長邸の邸内社となった。1981年（昭和56年）、当社境内に移された。
- 十二支神社
- 宝珠幼稚園

## その他

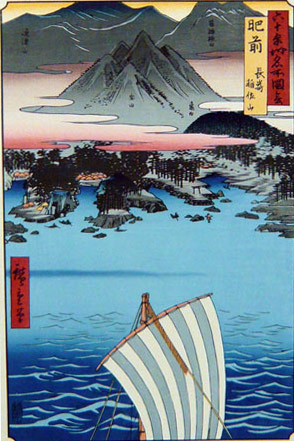
『六十余州名所図会』より「肥前 長崎 稲佐山」歌川広重による日本全国の名所を描いた浮世絵木版画、六十余州名所図会（ろくじゅうよしゅうめいしょずえ）に安政時期の淵神社付近が収められている。
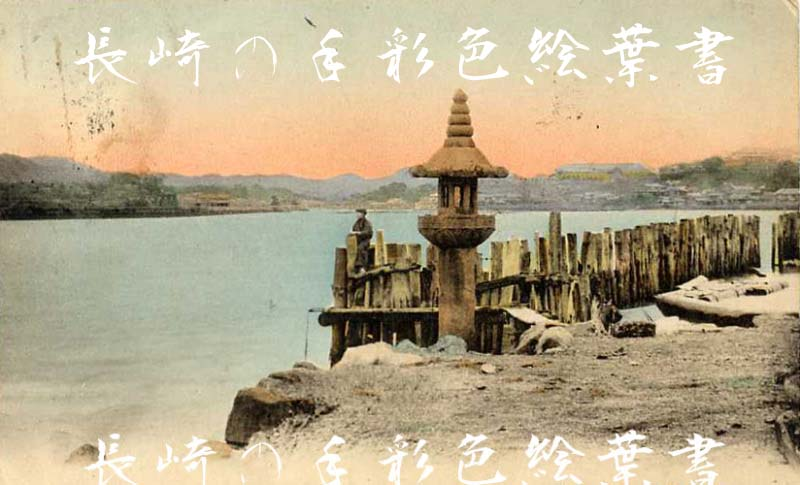
『六十余州名所図会』と北斎漫画にも描かれている長崎淵神社の燈籠
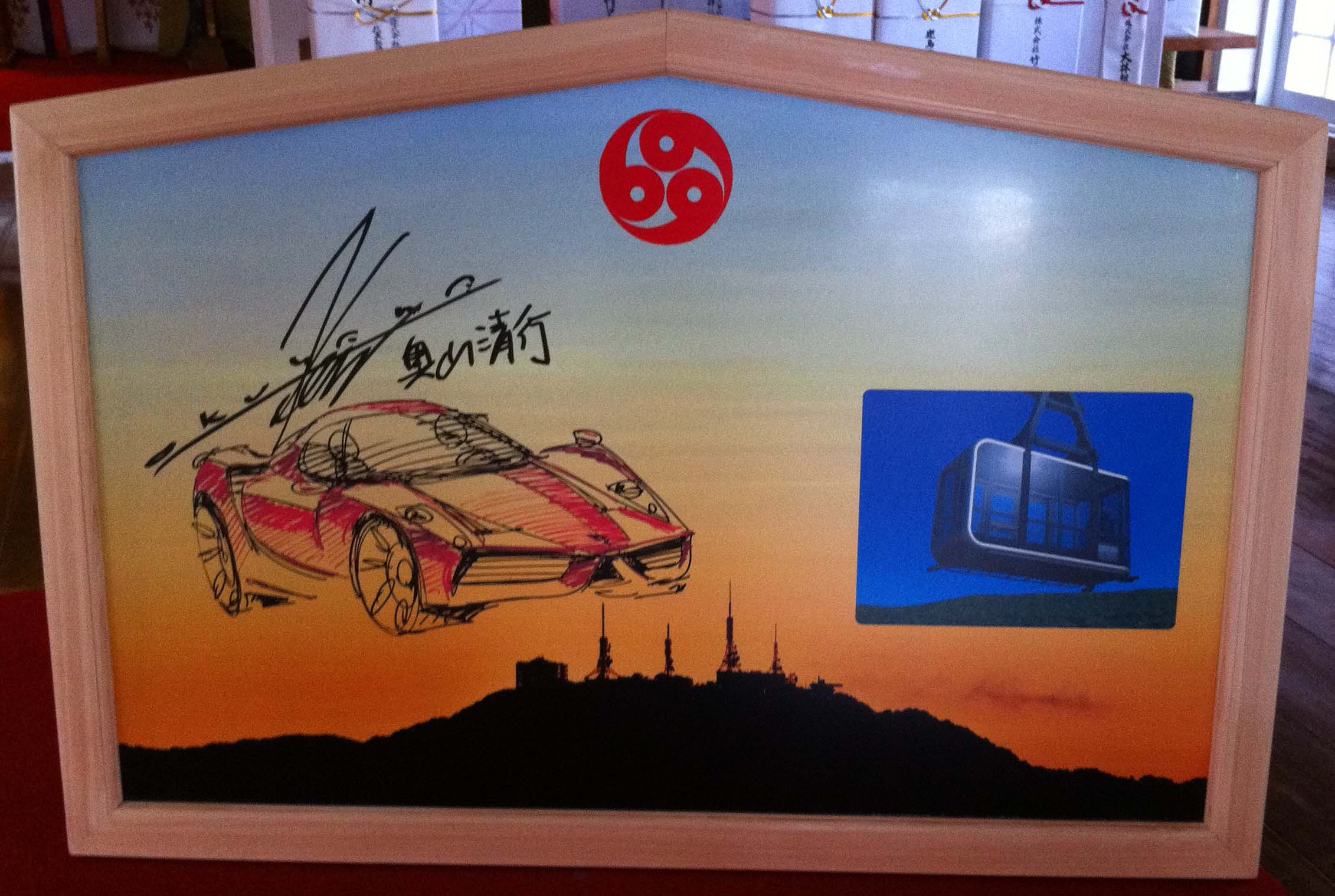
淵神社に奉納されたフェラーリデザイナー奥山清行がフェラーリを描いた絵馬とデザインした長崎ロープウェイのゴンドラ

## 交通

### バス
- 長崎バス「ロープウェイ前」バス停下車徒歩1分。